# Bomencirkel van Meers

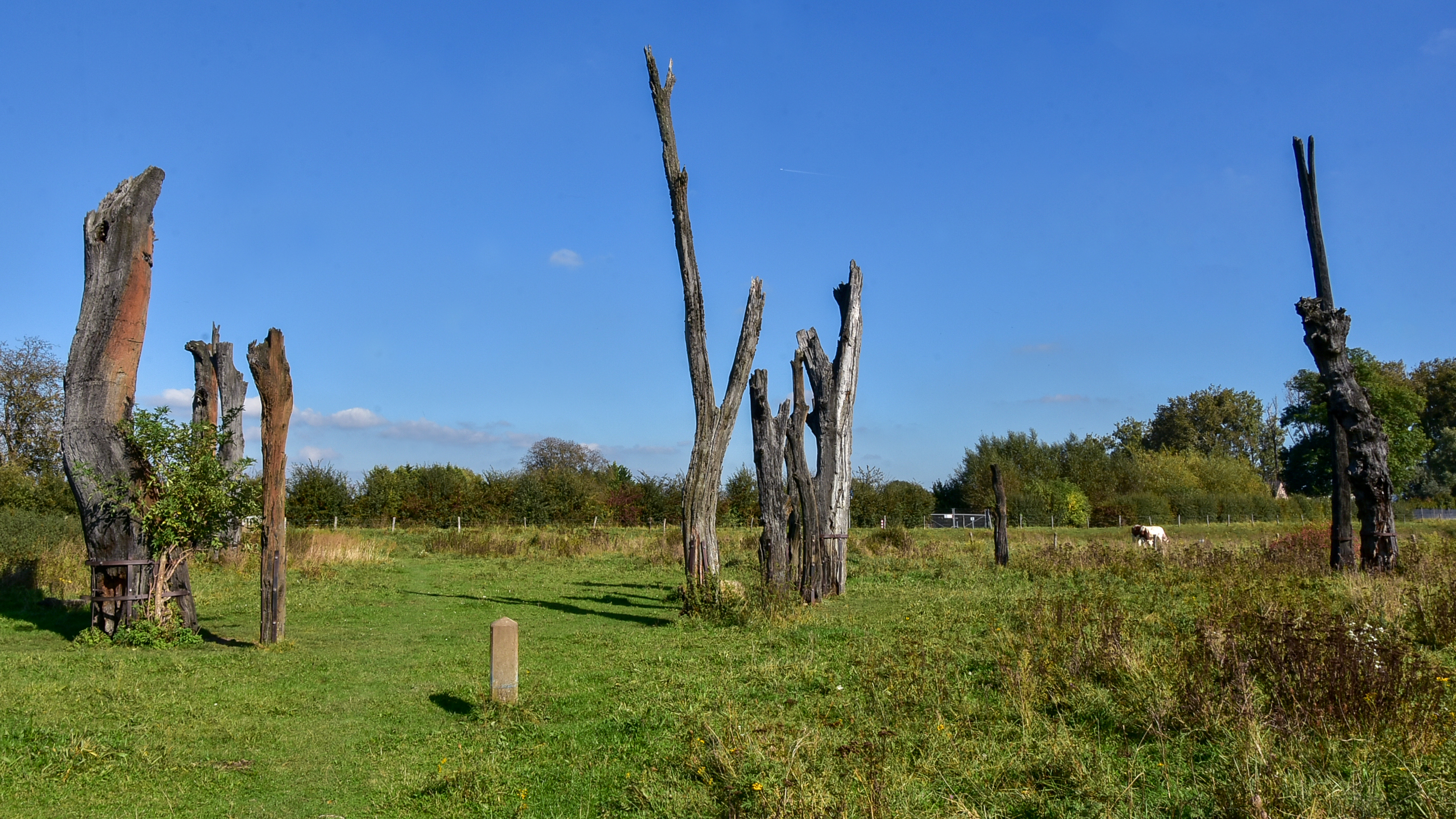
De bomencirkel

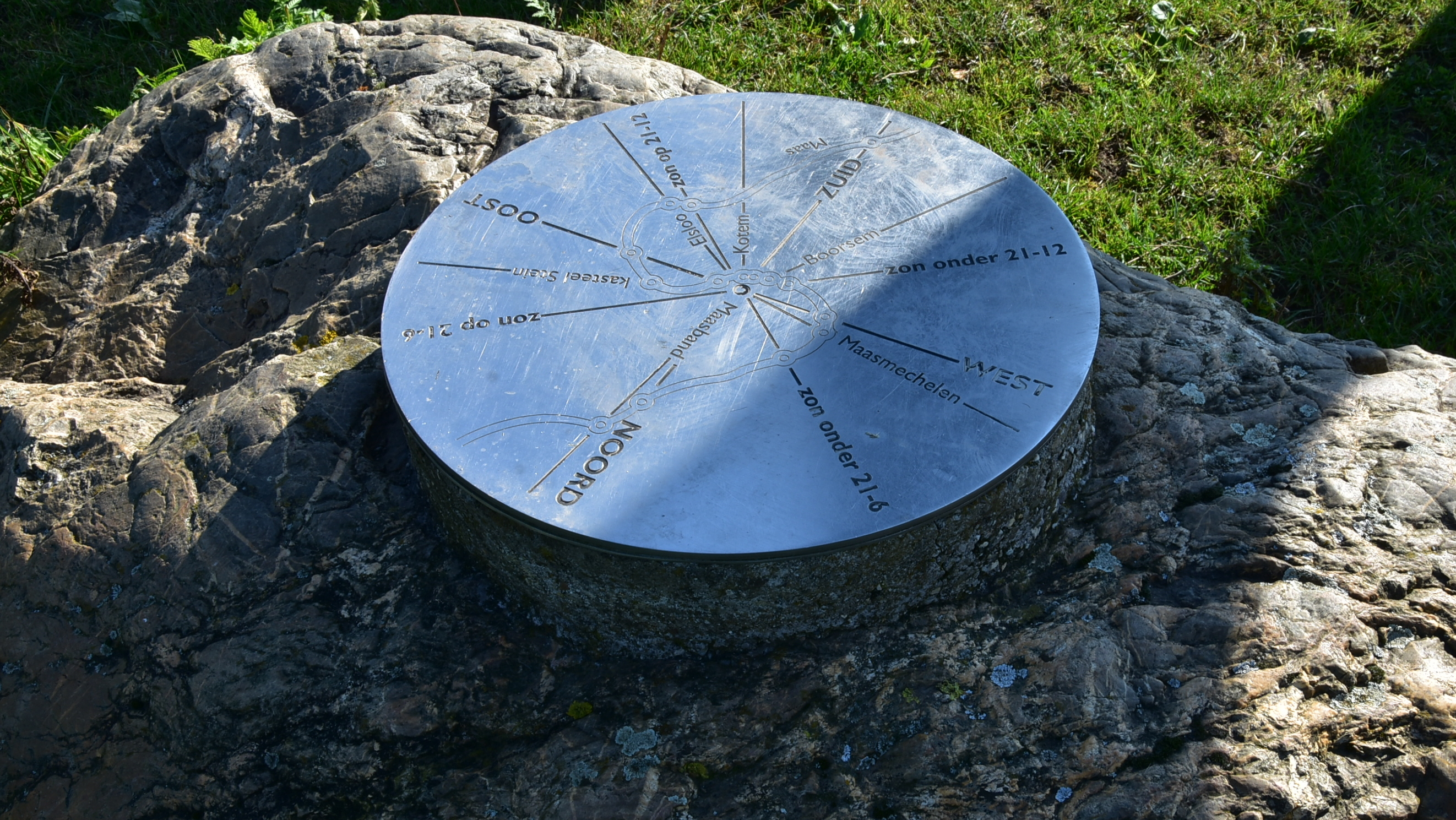
Kompasroos op een ijsschotszwerfsteen

Tekening van de positionering van de bomen

De Bomencirkel van Meers of Woodhenge van Meers is een monument en kunstwerk bestaande uit stokoude opgerichte bomen ten zuidwesten van Meers in de gemeente Stein in de Nederlandse provincie Limburg. Het landschappelijk monument ligt in een bocht van de Maas en is als zodanig opgericht bij het project Herinrichting Grensmaas.
Het gebied waar de woodhenge staat wordt beheerd door Natuurmonumenten.

## Geschiedenis
Tot in de middeleeuwen waren de Maasoevers begroeid met bomen. In de bodem bevinden zich nog steeds de restanten van dat bos, maar ook zijn er boomstammen hierheen gedreven. Regelmatig zijn er bij de grindwinning historische bomen boven de grond gekomen. Een daarvan was acht meter lang en werd gedateerd op 2425 voor Christus. Veel andere boomstammen zijn bij een noordelijkere grindwinning gevonden die gedateerd worden tussen 300 en 600 na Christus.
In 2003 is het monument gebouwd.
Op 21 juni 2006 werd de bomencirkel officieel onthuld.

## Opbouw
Het bomenmonument bestaat uit vijftien fossiele woudreuzen die rechtop neergezet zijn. De bomen zijn gevonden bij de grindwinning in het Maasdal gevonden en lagen lange tijd onder water waardoor ze zijn ingekoold en maar langzaam werden aangetast. Bij het rechtop zetten zijn ze de bomen met een bepaalde betekenis geplaatst. In het midden heeft men een platte Maaskei geplaatst met uitleg over de positionering van de bomen:
- 4 bomen geven de windrichtingen aan
- 7 bomen markeren de beweging van de zon langs de hemel
  - Een boom geeft op 21 juni tijdens de zomerzonnewende aan waar de zon ondergaat
  - Twee bomen geven op 21 december tijdens de winterzonnewende aan waar de zon opgaat en ondergaat
  - Twee bomen geven het lentepunt en het herfstpunt aan
  - Een hoge boom is aan de zuidkant zo geplaatst dat op 21 december met de winterzonnewende de schaduw van de top van de boom precies valt op de centrale steen
  - De zevende boom is zo geplaatst dat op 21 juni met de zomerzonnewende de schaduw van de top van de boom tijdens de hoogste stand van de zon op de centrale steen valt
- 6 bomen staan staan op één lijn met zes dorpen dorpen in de omgeving in de beide Limburgen: Meers, Elsloo, Kotem, Maasmechelen, Maasband en Stein

Al deze bomen zijn tegelijkertijd zodanig gepositioneerd dat ze de loop van de slingerende Maas markeren die rond het monument een meander maakt. Met het project van de herinrichting van de Grensmaas wil men de loop van de rivier vrijer gaan laten en de positionering van de bomen in de vorm van de meanderende Maas is een symbolische vastleggen van hoe de Maas op dat moment stroomde.

## Galerij

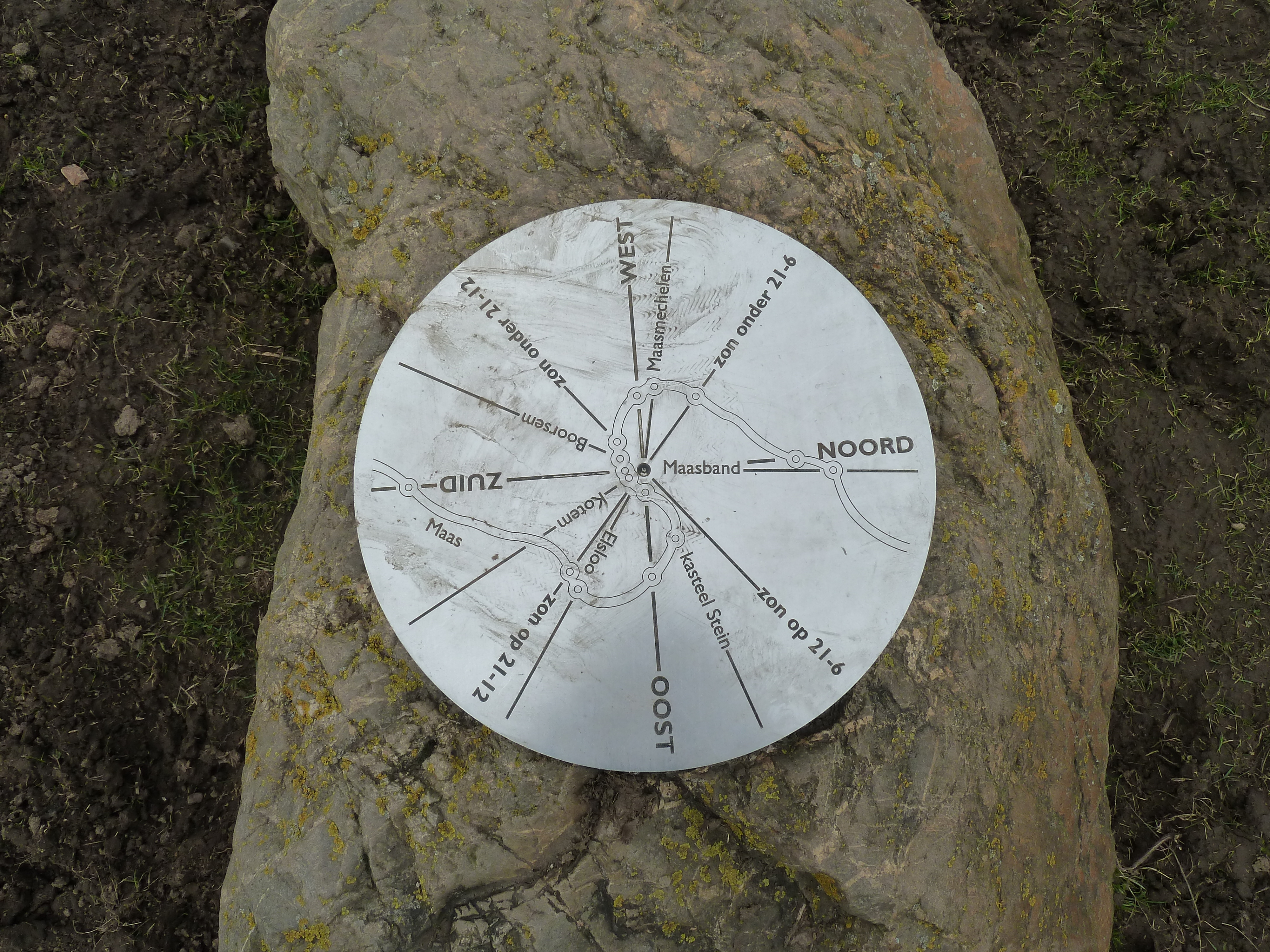
Kompasroos
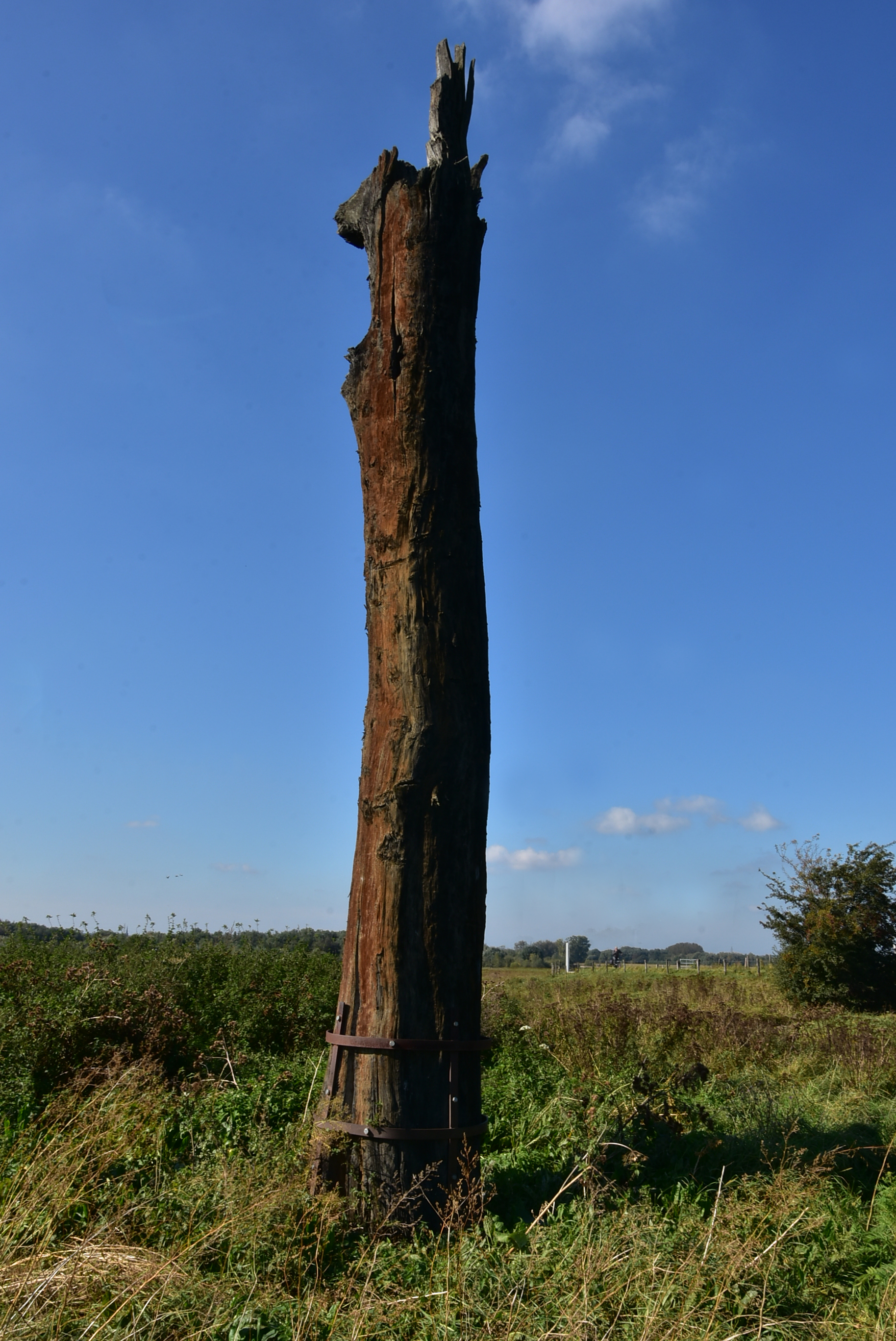
Een van de bomen
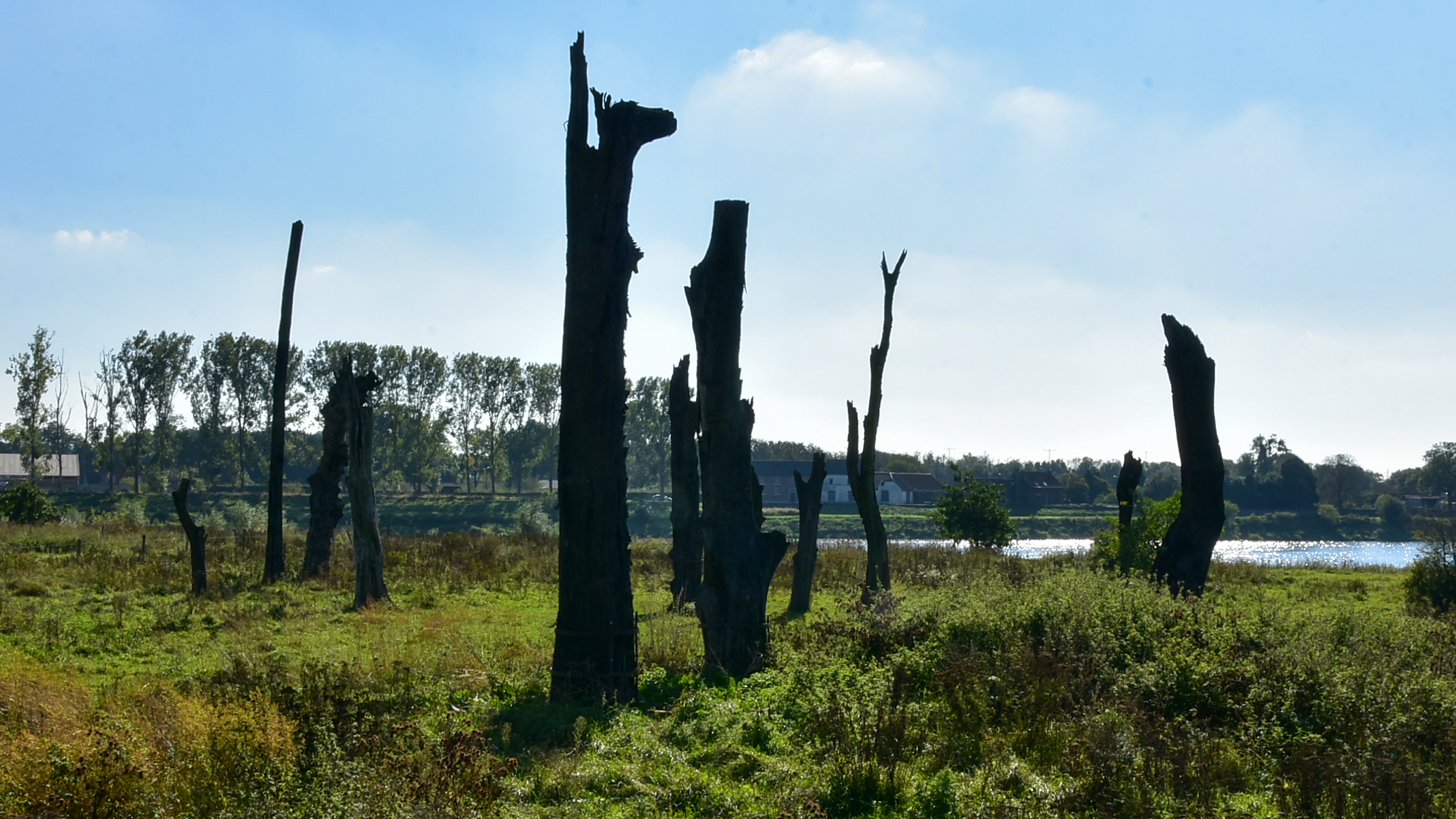
De bomencirkel